# ハワイアン・パラドックス
ハワイアン・パラドックス（Hawaiian Paradox）は、食文化の変化に伴うハワイ先住民達の健康被害を指す。ハワイ州はアメリカ合衆国の中で最も平均寿命の長い州であるが、民族集団で見た場合、ハワイ先住民はアメリカ合衆国で最も短命な民族とされている。ハワイが抱えるこの矛盾した事象を、栄養学者で医師でもあるテリー・シンタニにより「ハワイアン・パラドックス（ハワイの矛盾）」と名付けられた。

## 背景

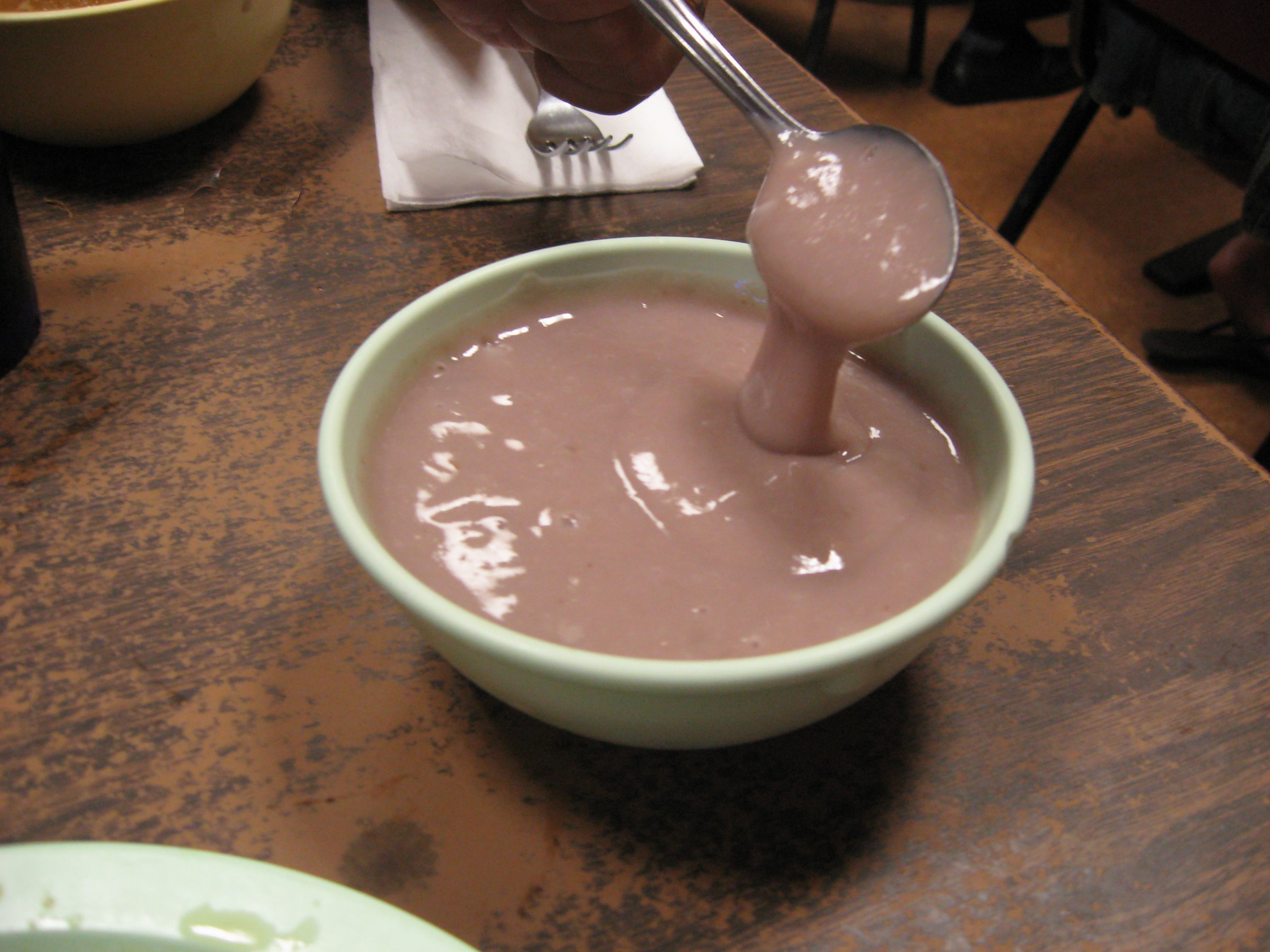
タロイモを発酵させて作るポイ

西欧と交流を持ち始めた当初のハワイ先住民に関する記録を紐解いた場合、「ハワイ先住民は平均よりも高い身長とよく発達した筋肉を持ち、威風堂々と歩いていた」と記されていた。今日、ハワイ先住民が深刻な健康被害に陥り、短命であるとされている原因について、シンタニは自著『The Waianae Book of Hawaiian Health.』において、ハワイ先住民に病的肥満が目立つことと、死因が食生活に起因する生活習慣病であることを指摘し、伝統的食文化の変化と喪失にあるとした。
ハワイ先住民は他のポリネシア文化圏の民族と同じくタロイモから作るポイを主食としていた。タロイモはハワイの神話クムリポにおいても人間よりも先に誕生した兄として扱われる神聖な食物で、ハワイの島々で広く栽培されていたが、莫大な利益を生むサトウキビ産業により急速に水利権を奪われ、その栽培技術と共にタロイモの食文化は衰退していった。

## WDPの展開
ハワイアン・パラドックスを解消する手段としてワイアナエ海岸総合保険センターによって1987年に提唱されたワイアナエ・ダイエット・プログラム（WDP）は、伝統的食文化への回帰を目指しつつ、生活習慣病を改善していこうという取り組みで、動物性たんぱく質と脂肪の摂取を制限する代わりに、タロイモを原料とした料理は好きなだけ食べることができる、というものであった。
シンタニを代表とし、有志のハワイ先住民による実験チームが結成され、3週間の実験が行われた。平均7.7kgの体重減少に加え、中性脂肪値、コレステロール値、血糖値、血圧の明らかな改善という結果が得られ、ハワイ先住民の健康被害の原因が食習慣のアメリカ化に伴う伝統的食文化の喪失であったことが立証された。
WDPの結果は高く評価され、シンタニ式ダイエットとして普及が見られたが、都会の知識人や中産階級にとどまり、ハワイ先住民へはあまり浸透しなかった。これは、生産量の少ないタロイモは高価であり、経済的に恵まれないハワイ先住民層の取り組みが困難であったことが原因に挙げられている。
こうした実情を打破するため、アフプアア再生に取組む運動家エリック・エノスによって、ハワイの伝統的食文化を復活させる、食文化再生運動が展開されている。